# Iron Reagan
Iron Reagan (с англ. — «Железный Рейган») — американская кроссовер-трэш группа из Ричмонда, Вирджиния основанная в 2012 году участниками таких групп как: Municipal Waste, Cannabis Corpse, A.N.S. и Darkest Hour. На данный момент группа выпустила 3 альбома, 2 мини-альбома и 3 сплит-альбома. Их альбом 2014 года The Tyranny of Will достиг 22 места в рейтинге Billboard 200.

## История
2012–2013: Demo 2012 и Worse Than Dead
В первый состав Iron Reagan вошли Тони Фореста из Municipal Waste, Пол Бернетт из Darkest Hour, Фил  Холл из Cannabis Corpse, Марк Бронзино из A.N.S. и Райан Пэрриш из Darkest Hour. Название группы - это смесь названия британской хеви-метал группы Iron Maiden и имени 40-го президента США Рональда Рейгана.
В том же году группа выпустила свое первое демо, Demo 2012 на лейбле Tankcrimes в которое вошли треки "Pay Check", "Eat Shit and Live", "Artificial Saints", "Running Out of Time" и "Walking Out".
Первые два трека вошли в их дебютный полноформатный альбом.
20 марта 2013 года группа выпустила свой дебютный студийный альбом Worse Than Dead на лейбле A389 Recordings, спродюсированный гитаристом Филом Холлом.
Канадский журнал Exclaim! поставил альбому оценку 5 из 10, сказав:  "звучание Iron Reagan очень перекликается с творчеством группы их вокалиста и гитариста. Важно отметить, что влияние Darkest Hour не так заметно, как, например, влияние кроссовер трэш группы Municipal Waste". "
Вскоре басист Пол Бернетт покинул группу и был заменен Марком Бронзино, который позже переключился на гитару и был заменен Робом Скотисом из Hellbear.
2014–2015: Spoiled Identity EP, Tyranny of Will и сплит-альбомы
7 января 2014 года Iron Reagan и дэт-метал группа Exhumed выпустили сплит-альбом под названием Exhumed / Iron Reagan на Tankcrimes. Первая сторона пластинки содержала четыре трека Exhumed, в то время как вторая сторона содержала четыре трека Iron Reagan.
Группа самостоятельно выпустила свой первый мини-альбом, Spoiled Identity EP 1 апреля 2014 года. В мини-альбом вошли 13 треков общей продолжительностью менее пяти минут. Переиздание ограниченным тиражом на виниле вышло в 2015 году и включало два бонус-трека.
Iron Reagan подписали контракт с лейблом Relapse Records и выпустили свой второй полноформатный студийный альбом The Tyranny of Will 16 сентября 2014 года.  Альбом был воспринят намного лучше, чем их предыдущий студийный альбом. Как и Worse Than Dead, этот альбом также был спродюсирован Филом Холлом.
В 2015 году Iron Reagan выпустили еще один сплит-альбом, на этот раз с Toxic Shock на лейбле Reflections Records. На первой стороне пластинки было три трека Iron Reagan, а на второй - три трека Toxic Shock.
2016–настоящее время: Crossover Ministry
Группа начала запись своего третьего полноформатного альбома летом 2016 года. Альбом был анонсирован на Relapse  и был выпущен 3 февраля 2017 года, получив положительные отзывы.
Канадский журнал Exclaim! дал альбому 8 баллов из 10, заявив в своем обзоре: "В целом, Crossover Ministry это хорошо сделанный кроссовер-трэш-альбом, который наверняка станет хитом среди поклонников жанра и может стать отправной точкой для людей, которые только начинают интересоваться жанром". "
Как и в случае с предыдущими релизами, продюсером альбома выступил Фил Холл.
14 января 2020 года было объявлено, что группу покинул басист Роб Скотис из-за обвинений в сексуальных домогательствах.

## Состав
Текущий состав
- Райан Пэрриш - ударные (2012–настоящее время)
- Фил Холл - ритм-гитара (2012– настоящее время)
- Тони Фореста - вокал (2012–настоящее время)

Бывшие участники
- Пол Бернетт – бас-гитара (2012–2013)
- Роб Скотис – бас-гитара (2013–2020)
- Марк Бронзино – соло-гитара (2013–2021)

## Дискография

### Студийные Альбомы
- Worse Than Dead (2013, A389 Recordings)
- The Tyranny of Will (2014, Relapse Records)
- Crossover Ministry (2017, Relapse Records)

### Демо
- Demo 2012 (2012, Tankcrimes)

### Мини-Альбомы
- Spoiled Identity EP (2014, Independent)
- Dark Days Ahead EP (2018, Pop Wig Records)

### Сплит-Альбомы
- Exhumed/Iron Reagan (2014, Tankcrimes)
- Iron Reagan/Toxic Shock (2015, Reflections Records)
- Iron Reagan/Gatecreeper (2018, Relapse Records)[7]